# Brad Keselowski

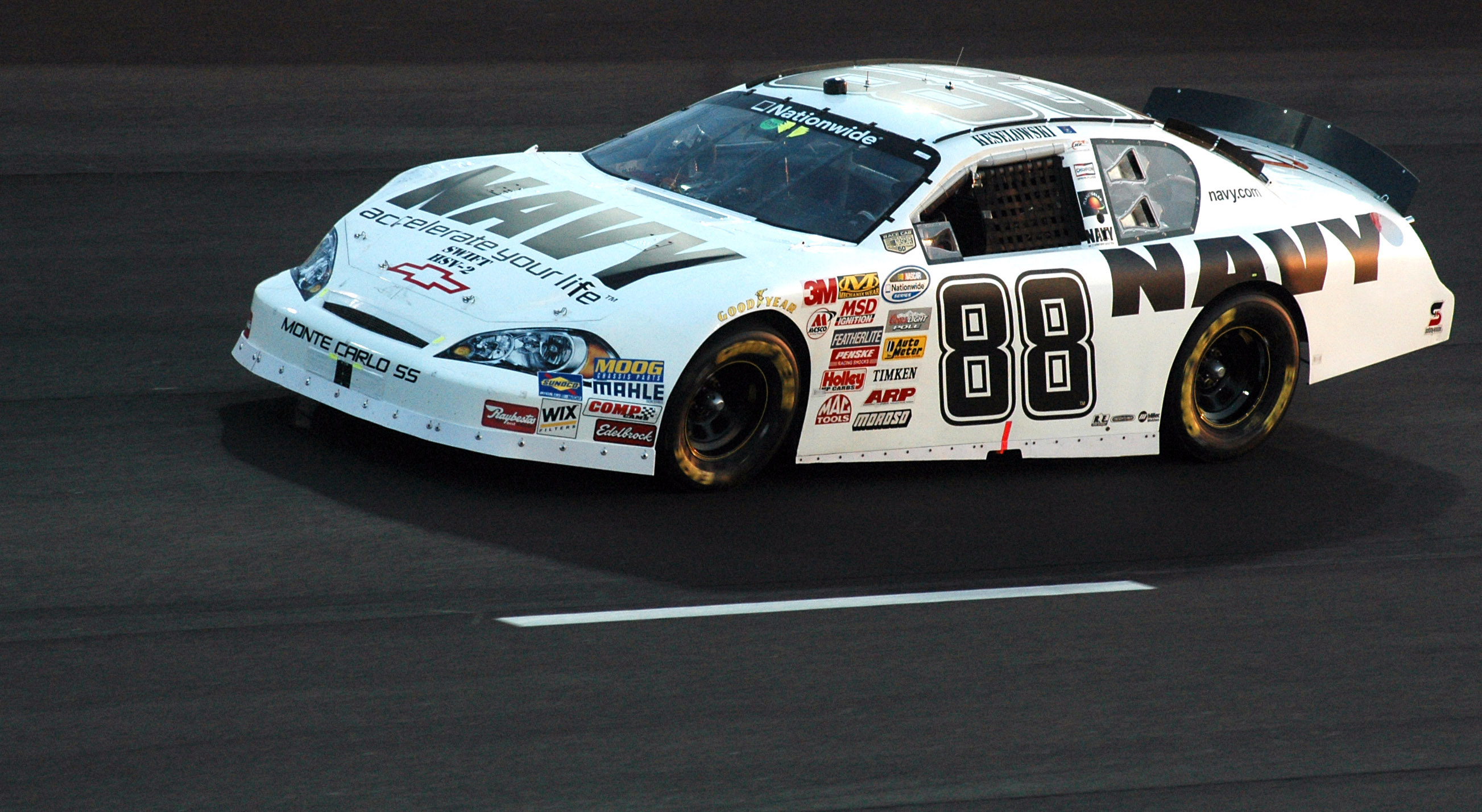
1. 88 Brad Keselowski år 2008 på Darlington Raceway i South Carolina, USA.

Brad Keselowski, född den 12 februari 1984 i Rochester Hills, Michigan, USA, är en amerikansk racerförare och delägare i RFK Racing.

## Racingkarriär
Keselowski blev i början av sin karriär känd som en av Nascar:s stjärnskott, med sin första seger i Nascar Nationwide Series på Nashville Superspeedway 2008. Samma år blev han trea i mästerskapet bakom huvudseriens stjärnor Clint Bowyer och Carl Edwards. Han fick göra sin debut i Sprint Cup under 2008, och överraskade året därpå med en spektakulär seger på Talladega Superspeedway, efter att ha kolliderat med Carl Edwards under det sista varvet när han försökte skydda sin linje, vilket gjorde att Edwards flög in i stängslet och skadade åtta åskådare. Edwards försvarade dock Keselowskis agerande och sade att han hade gjort likadant i motsatt situation. Keselowskis första seger gjorde honom högvilt för Nascar:s stora team inför 2010. Under 2009 tävlade Keselowski fortsatt i Nationwide Series, med flera segrar.